# Adobe Character Animator
Adobe Character Animator（アドビ・キャラクタ・アニメータ）は、アドビが開発・販売(配布)しているコンピュータ上で再生可能なアニメーション・キャラクタの作成およびそのコントロールソフトである。
Character Animator のプロモードは単体での販売はされておらず、使用するためには Adobe Creative Cloud のサブスクリプションプランのうち、最も高価で最も利用できるソフトウェア数の多いコンプリートプランを契約する必要がある。
なお本ソフトウェアには、上記コンプリートプランで使用可能なプロモード(製品版)とは別に、無料で使用可能な Character Animatorスターターモードおよび Adobe Express に統合されたキャラクターアニメーションを作成(旧名：Animate from audio)が存在する。これらは、Adobe Creative Cloud の他のソフトウェアのように期限付きの体験版ではなく、契約不要で期限なく使用可能な機能制限版となる。

## 概要
Adobe Animate が汎用的な風景や場面などのアニメーションを作成できるのに対して、Character Animator では人物またはそれに類するキャラクタの作成と、そのキャラクタが画面上で動くアニメーションの作成に特化している。とはいうものの、Adobe Animate でキャラクタアニメーションを作成できないわけではなく、また同様に Character Animator でキャラクタの背景画像などの作成も行なうことができる。Character Animator には、キャラクタの作成やそのコントロールに特化した機能が充実していることが特徴である。また、作成したアニメーションキャラクタのオンライン配信機能があることも大きな相違点である。

## バリエーション
- キャラクターアニメーションを作成(Adobe Express)
  - 以前は Animate from audio としてWebアプリとして公開されていたが、現在では Adobe Express のひとつの機能として位置づけられている。基本的に無料で利用可能で、2分以内の録音もしくは1GB以下の音声ファイルのアップロードにより、パペットがその音声に合わせてリップシンクを行なうほか、ある程度頭や視線、それから腕の動きを自動で作成する。パペットは300種類以上から自由に選んでアニメーションを作成することができる。1つの画面には、1つのパペットのみが配置できる。
  - 最も手軽で早くオーディをデータからアニメーションの作成ができる。

- スターターモード
  - Adobe のサイトから、無料でダウンロードできるアプリで、Mac用とPC用いずれも公開されている。
  - パペットはライブラリから選べるだけではなく、公開されている有料、無料の pappet ファイルを読み込んで利用することもできる。読み込んだパペットには、オーディオデータに基づいた動きだけではなく、トリガーと呼ばれる特定の動き(手を振るとか、頭を掻くなどの一連の動作)を記憶させておき、割り当てたキーを押下するだけで対応するトリガーを演じさせることもできる。このモードでも、1つの画面には1つのパペットのみが配置できる。
  - また、背景に自由な画像ファイルを配置できたり、利用目的に応じて作成する動画のアスペクト比を正方形、横長、縦長、4×5から選ぶことができる。

- プロ
  - Adobe Creative Cround のコンプリートプラン利用者のみがインストールできる。スターターモード同様、Mac用とPC用いずれも公開されている。
  - 1つのプロジェクト内に複数のパペットを配置させて、異なる動きをさせることができる。
  - パペットメーカーという、複数のパーツを組み合わせて独自のパペットを自作するツールが使用できる。また、Photoshop や Illustrator で作成したデータを読み込んで、オリジナルのパペットを作成することもできる。
  - 顔だけではなく、パペットの全身をWebカメラでキャプチャした自分の体とリンクさせて動かすことができる(Body Tracking)。
  - 作成したパペットの動きは、中間ファイルに書き出すことなく、ダイレクトに Premiere Pro や After Effects に読み込ませることができる。
  - キャラクタの見た目や動きを完全にコントロールしたい場合や、長編動画を制作するクリエータ向け。

## バージョン
- Charactor Animator 2021 (Ver. 3.5): 2021年2月
  - Adobe Sensei による音声認識でのアニメーション
- Charactor Animator 2021 (Ver. 4.2): 2021年5月
  - ファイルの D&D によるプロジェクトパネルへの読み込み対応
- Charactor Animator 2021 (Ver. 4.4): 2021年7月
  - セキュリティフィックス
- Charactor Animator 2021 (Ver. 22.0 & 22.1.1): 2021年10月および12月
  - バージョン番号を他のアプリと同じ22.0に
  - パペットメーカ搭載
  - 文字起こしベースのリップシンク
  - Body Tracker によるwebカメラを利用したモーションの取り込み
- Charactor Animator 2022 (Ver. 22.5): 2022年6月
  - スタータモードの搭載
  - クイック書き出し機能
- Charactor Animator 2022 (Ver. 23.0): 2022年10月
  - モーションライブラリ
- Charactor Animator 2022 (Ver. 23.1): 2022年12月
  - 当時の最新GPUに対応
- Charactor Animator 2023 (Ver. 23.6): 2023年8月
  - スタータモードでカスタム背景が利用可能に
  - 編集可能リプレー機能
- Charactor Animator 2024 (Ver. 25.0): 2024年10月
  - 改善と安定性に関するアップデート